# Comté de Lafayette (Mississippi)
Pour les articles homonymes, voir Comté de Lafayette.
Le comté de Lafayette est situé dans l’État du Mississippi, aux États-Unis. Il comptait 16 263 habitants en 2002. Son siège est Oxford.

## Dans la culture
Il est généralement admis que le comté de Lafayette est l'inspiration de William Faulkner, écrivain américain du XXe siècle, pour le comté fictif de Yoknapatawpha, où se déroulent bon nombre de ses œuvres.